# Epibazydium

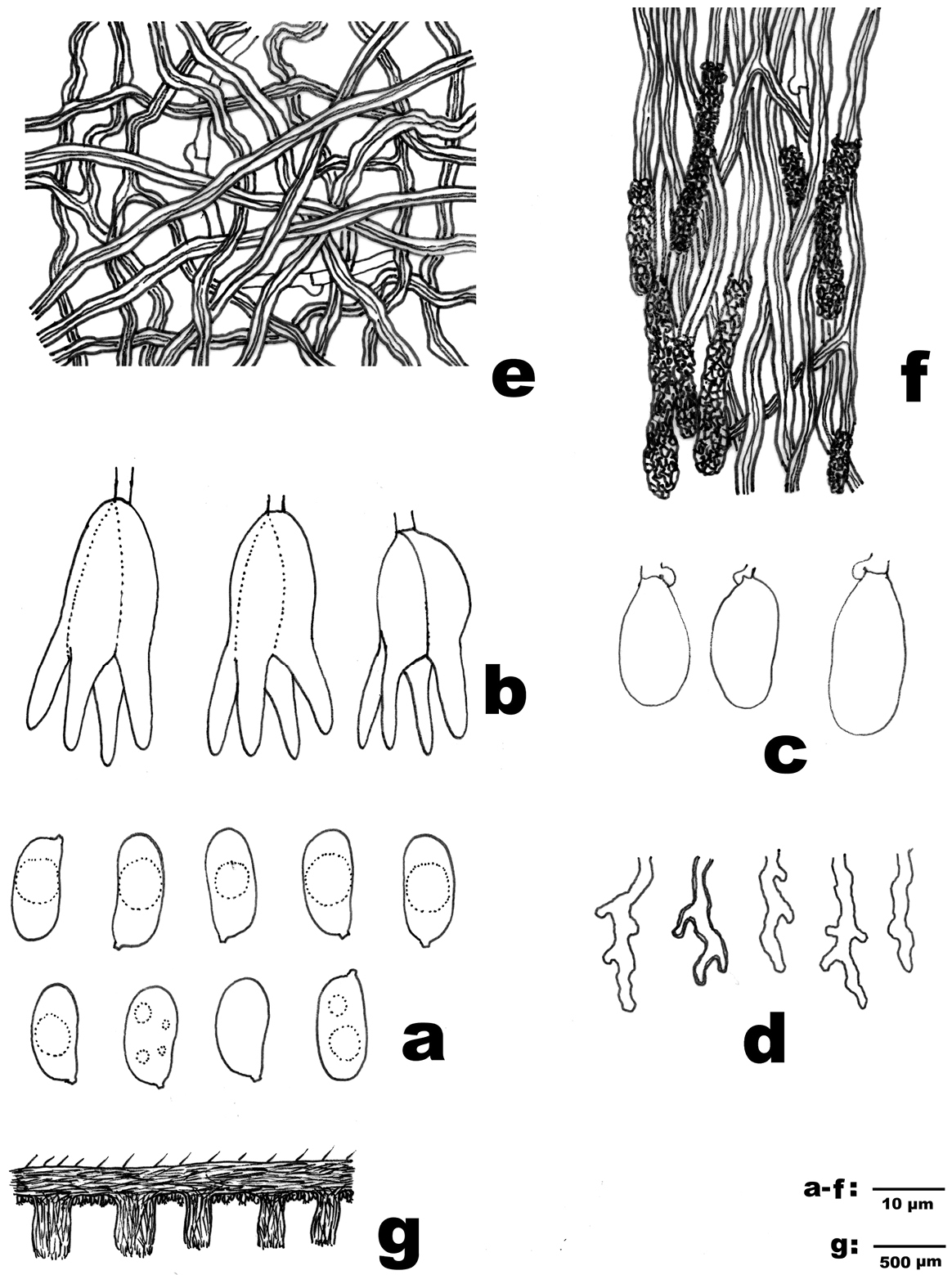
a – bazydiospory, b – probazydia, c – przekrój probazydium, d – epibazydia, e – dendrohyfidy, f – strzępki subikulum, g – strzępki tramy

Epibazydium (łac. epibasidium, l. mn. epibasidia) – część podstawek z grupy fragmobazydiów u grzybów. Pojęcie to wprowadził niemiecki mykolog Walther Neuhoff. Według niego fragmobazydia (które nazywał heterobazydiami) składają się z hipobasidium i epibasidium. Epibazydium znajduje się pomiędzy właściwą podstawką a sterygmą. Spolszczoną nazwę epibazydium podaje Słownik Języka Polskiego.